# Ghiacciaio Remington
Il ghiacciaio Remington (in inglese: Remington Glacier) è un ghiacciaio vallivo lungo circa 13 km, situato sulla costa di Zumberge, nella parte occidentale della Terra di Ellsworth, in Antartide. In particolare, il ghiacciaio, il cui punto più alto si trova a circa 2.000 m s.l.m., si trova sul versante sud-orientale della dorsale Sentinella, nelle Montagne di Ellsworth. Da qui, esso fluisce in direzione est-sud-est a partire dal versante settentrionale del picco McPherson, nelle cime Doyran, fino ad uscire dalla valle tra il piede del ghiacciaio Hough, a nord-est, e lo sperone Johnson, a sud.

## Storia
Il ghiacciaio Remington è stato mappato dallo United States Geological Survey grazie a fotografie aeree scattate dallo squadrone VX-6 della marina militare statunitense tra il 14 e il 15 dicembre 1959 ed è stato poi così battezzato dal Comitato consultivo dei nomi antartici in onore di Edward W. Remington, glaciologo residente alla Base Amundsen-Scott nel 1957.